# Манчестерський тарт
Манчестерський тарт (англ. Manchester tart) — традиційний англійський солодкий пиріг або тарт, що складається з пісочного тіста, з малиновим варенням (джемом), заварним кремом, посипаний кокосовою стружкою і прикрашений коктейльною вишнею («вишнею Мараскіно»). У самому Манчестері поширений різновид, який вирізняється шаром тонких бананових кружечків під заварним кремом.
Манчестерський тарт був одним з основних елементів шкільного меню до середини 1980-х років. 1946 року в статті про улюблені продукти харчування дітей в Іст-Енді Лондона під час Другої світової війни манчестерський тарт увійшов до п'ятірки найулюбленіших страв, поступившись тільки млинцям і консервованим фруктам, зокрема ананасу й логановій ягоді.
Оригінальний манчестерський тарт — це варіація ранішого рецепту, манчестерського пудингу, який уперше записано кулінарною авторкою вікторіанської епохи Ізабеллою Бітон.
Пекарня Robinson's Bakers (1864) у Фейлсворті, найстаріша в Манчестері, позиціонує себе як зачинательку манчестерського тарта.